# Amand Alliger
Amand Aliger (Pardubice, 13. kolovoza 1904. – Zagreb, 28. studenog 1990.) je bio hrvatski filmski i kazališni glumac, redatelj, scenograf, slikar i pisac.

## Filmografija

### Filmske uloge
- "Kvit posao" kao otac (1983.)
- "Usporeno kretanje" (1979.)
- "Društvo za iznenadne radosti" (1978.)
- "Gorčina u grlu" (1973.)
- "Kolinje" kao Blaž (1970.)
- "Posljednji vitezovi" (1963.)
- "Nasljednici putuju zajedno" (1962.)
- "Poštar zvoni dva puta" (1960.)
- "Čovjek u futroli" (1959.)
- "Iza kazališne rampe" (1957.)
- "Diploma" (1957.)
- "Opsada" kao agent (1956.)
- "Lisinski" (1944.)
- "Dvorovi u samoći" (1925.)

### Televizijske uloge
- "Mejaši" kao Blaž (1970.)
- "Fiškal" (1970.)
- "Sumorna jesen" (1969.)

## Kazališne uloge
- Radnik u gomili, Miroslav Krleža, Golgota, Hrvatsko narodno kazalište u Zagrebu, 1922.; režija Branko Gavella
- Eduard od Walesa, William Shakespeare, Richard III, Hrvatsko narodno kazalište u Zagrebu, 1923.; režija Branko Gavella
- Drugi famulus, Miroslav Krleža, Michelangelo Bonarroti, Hrvatsko narodno kazalište u Zagrebu, 1925.; režija Branko Gavella
- II oficir, Milan Ogrizović, U Bečkom Novom Mestu, Narodno pozorište u Beogradu, sezona 1928. / 1929.; režija Branko Gavella
- Leone Glembay, Miroslav Krleža, Gospoda Glembajevi,  Hrvatsko narodno kazalište u Osijeku, 1929.; režija Petar Konjović
- Član kora, Marko Marulić, Judita, Hrvatsko narodno kazalište u Osijeku, 1935.; režija Zora Vuksan Barlović
- Popiva, Marin Držić, Dundo Maroje, Hrvatsko narodno kazalište u Osijeku, 1939.; režija Mirko Perković
- Dundo Maroje, Marin Držić, Dundo Maroje, Hrvatsko narodno kazalište u Osijeku, 1946.; režija Slavko Midžor
- Niko, Marin Držić, Skup, Hrvatsko narodno kazalište u Osijeku, 1950.; režija Ivan Marton
- Biskup, Ranko Marinković, Glorija, Hrvatsko narodno kazalište u Zagrebu, sezona 1955./1956.; režija Bojan Stupica
- Lundeen, Wouk Hermann, Pobuna na brodu Cane, Hrvatsko narodno kazalište u Zagrebu, sezona 1955./1956.; režija Bojan Stupica
- Surab, Domaćin, Bertold Brecht, Glorija, Hrvatsko narodno kazalište u Zagrebu, sezona 1956./1957.; režija Bojan Stupica
- Oficir neprijateljske vojske, Vsevolod Vitaljevič Višnjevski, Optimistička tragedija, Hrvatsko narodno kazalište u Zagrebu, sezona 1957./1958.; režija Bojan Stupica
- Gradonačelnik, Friedrich Dürrenmatt, Posjet stare dame, Hrvatsko narodno kazalište u Zagrebu, sezona 1958./1959.; režija Bojan Stupica
- Bohun, George Bernard Shaw, Nikad se ne zna, Hrvatsko narodno kazalište u Zagrebu, 1961, režija Mirko Perković
- Petar, Matija, Milan Ogrizović, Prokletstvo, Hrvatsko narodno kazalište u Zagrebu, 1965, režija Petar Šarčević
- Gradonačelnik, Tadeusz Różewicz, Odlazak umjetnika u gladovanju, Teatar &TD, 1977.; režija Marin Carić
- De La Fointain, András Sütő, Zvijezda na lomači, Teatar &TD, 1978.; režija Miran Herzog

## Vanjske poveznice
- Amand Alliger u internetskoj bazi filmova IMDb-u (engl.)